# Metabolit
Metabolit (řecky μεταβολίτης, anglicky metabolite, česky přeměněný) je meziprodukt nebo konečný produkt látkové přeměny (metabolismu). Zúčastňuje se biochemických metabolických drah, kde je přeměňován na jednodušší nebo složitější sloučeniny, využit k získání energie nebo vyloučen jako odpadní látka z těla.
Metabolity jsou obvykle malé molekuly, v rostlinách nejčastěji ligandy a v živočiších bílkoviny. Někdy se jako metabolity označují produkty, které již nemají v daném organismu další využití a jsou vyloučeny močí nebo žlučí do střeva. Například hem jako součást krevního barviva, který již nemůže být v organismu využit, se mění na bilirubin, který se pak vyloučí žlučí.
Metabolity se dělí na primární a sekundární metabolity. Primární metabolity jsou látky nezbytné pro správné fungování organismu, podílejí se na jeho růstu, vývoji a rozmnožování. Sekundární metabolity se přímo nepodílejí na vývinu organismu, jsou však důležité pro jeho správné fungování.
Celkový úhrn metabolitů buňky v definovaném časovém okamžiku se nazývá metabolom. Tento systém složený z metabolických drah, které na sebe vzájemně navazují, je velmi složitý a citlivý. Různé vnější vlivy a vedlejší reakce mohou způsobit poškození metabolitů nebo dokonce celého metabolomu.

## Definice metabolitů
Metabolity jsou produkty enzymaticky katalyzovaných reakcí, které se přirozeně vyskytují v buňkách. Aby byla sloučenina klasifikována jako metabolit, musí splňovat následující kritéria:
- jsou to chemické sloučeniny, které se vyskytují v buňkách
- vykonávají v buňkách užitečné biologické funkce
- mnohé metabolity jsou regulátory, které řídí jednotlivé kroky metabolismu
- vznikají vlivem enzymů
- jsou schopny vstupovat do následných reakcí
- mají konečný poločas existence a nehromadí se v buňkách

## Dělení metabolitů
Primární metabolity se přímo podílejí na růstu, vývoji a reprodukci organismu. Jsou to nezbytné látky pro organismus, jako jsou například sacharidy, tuky nebo aminokyseliny. Jejich nedostatek může způsobit smrt.
Sekundární metabolity nejsou přímo zapojeny do těchto základních procesů růstu, vývoje a reprodukce organismu. Jejich nedostatek nezpůsobuje okamžitou smrt, ale v dlouhodobém časovém rozmezí snižuje například odolnost organismu.
Sekundární metabolity jsou často syntetizovány pouze určitými živými organismy (bakteriemi, houbami, rostlinami) nebo vyráběny uměle. Jsou to například antibiotika, feromony, pigmenty – pryskyřice a terpeny.
Některé sekundární metabolity jsou zdraví prospěšné, některé jsou naopak toxické. Zdraví prospěšné antioxidanty se používají k obohacování potravin. Toxické mykotoxiny jsou metabolity toxinogenních plísní a v potravinách představuje zdravotní riziko.

## Funkce metabolitů
Metabolity mají v organismu různé funkce:
- energetické palivo
- součást struktury
- signalizace
- stimulační a inhibiční účinky na enzymy
- vlastní katalytické aktivity (obvykle jako kofaktor enzymu)
- obrana a interakce s jinými organismy (například pigmenty, vonné látky a feromony)